# Carnaval de Riosucio
| Junta del Carnaval 2023-2025 | Junta del Carnaval 2023-2025 |
| ---------------------------- | ---------------------------- |
| Presidenta                   | Carmen Liliana Peláez Trejos |
| Vicepresidenta               | Paula Quintero Gonzales      |
| Alcalde                      | Carlos Adrián Ocampo Gallego |
| Vicealcalde                  | Leonidas Guerrero Tapasco    |
| Canciller                    | Gabriela Marín Correa        |

| Carnaval de Riosucio 2027 |
| ------------------------- |
| Del 1 al 6 de enero 2027  |

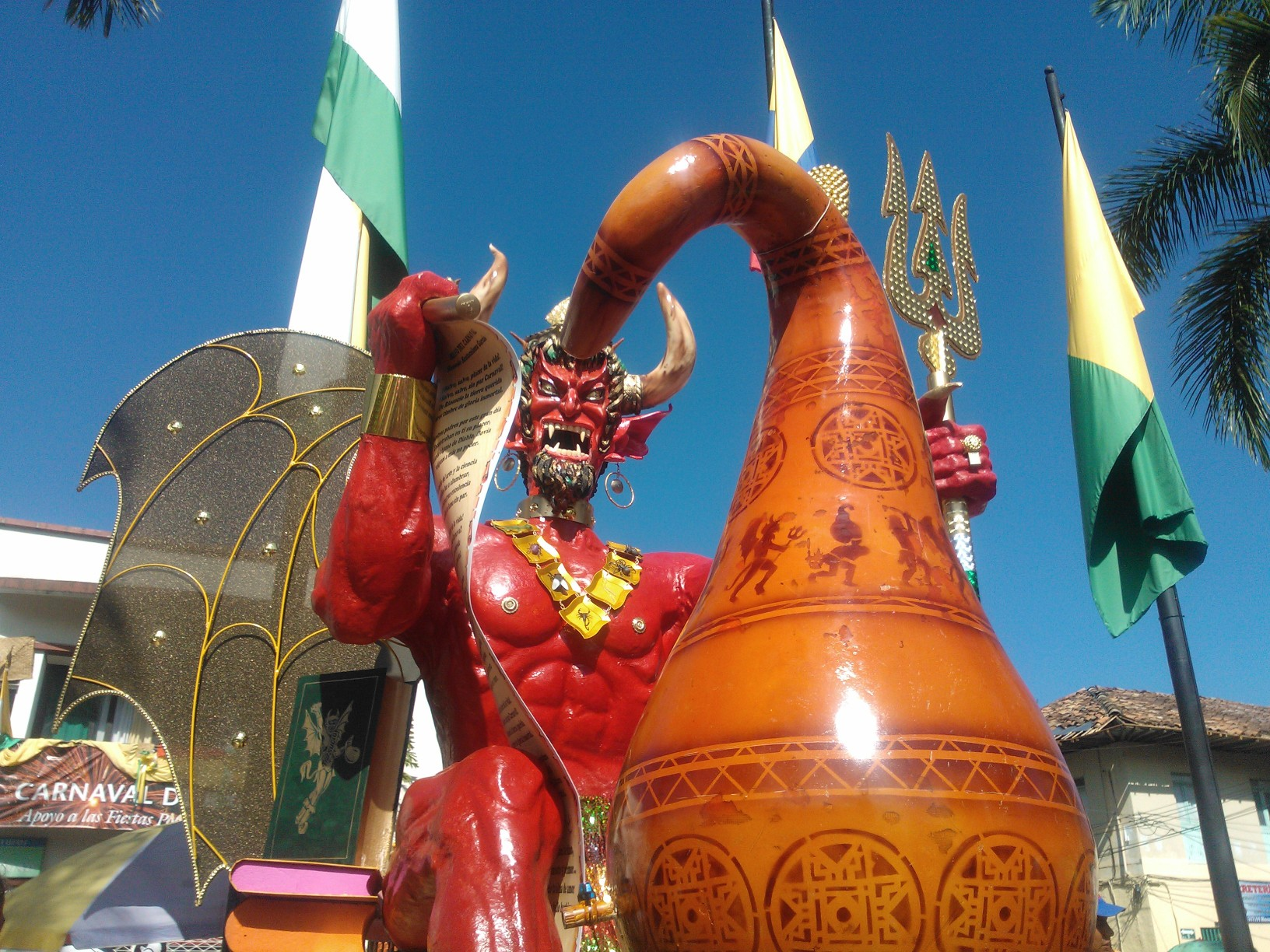
Su Majestad el Diablo Año 2013, realizado por el maestro
Díaz.
Página Web: http://carnavalderiosuciocaldas.com

El Carnaval de Riosucio o Carnaval del Diablo es una de las fiestas más pintorescas de Colombia y que atrae un considerable número de visitantes nacionales y extranjeros al municipio de Riosucio en el departamento de Caldas. El carnaval es además Patrimonio Oral, Cultural e Inmaterial de la Nación.
Con el tiempo este se convirtió en una fiesta llena de alegría, humor y diversión. En el año de 1915 se adoptó la figura del diablo como la efigie de la festividad.
En el año 2015 el grupo de Folk Metal español Saurom lanzó la canción «El carnaval del diablo», dedicada a esta festividad.

## Historia del carnaval
Dos pueblos fundados entre los siglos XVI y XVII “Quiebralomo y la Montaña”, al disputarse el territorio que se extiende al pie del Cerro Ingrumá, se declararon mortal enemistad.  Los dos curas Párrocos, en histórica alianza logran unirlos formando con ambos a Riosucio en 1819; de ahí el exclusivo diseño urbanístico basado en las dos plazas principales a solo una cuadra de distancia una de otra. 
Se considera que el seis de enero de 1827 los indígenas de la Montaña intervinieron por primera vez los aborígenes, pobladores primigenios del territorio, la fiesta de los reyes magos venida de Quiebralomo; en esta se mezclaban desde antaño danzas y cantos de origen africano con teatro sacro español y formas coreográficas de ancestro europeo y surgieron entonces las “Diversiones Matachines” con leyes festivas que ordenaban la reconciliación de los antiguos rivales.

## Eventos del Carnaval

### Instalación de la República Carnavalera
Se realiza en el mes de julio del año que no hay carnaval, se da con esto inicio a los actos matachinescos, la república es el gobierno soberano del pueblo de Riosucio durante la fiesta. Constituye una parodia política con los dignatarios y con leyes propias que ordenan fraternidad y alegría a través de la Literatura Matachinesca.
En este evento se presenta al pueblo la Junta Del Carnaval, es el organismo central de la fiesta. Es elegida anticipadamente en la Asamblea General de la Corporación Carnaval de Riosucio, de la cual son socios todos los matachines y hacedores del Carnaval y es la cual es la encargada de organizar cada uno de los aspectos relacionados con la festividad, y así mismo velar porque se salvaguarde y se respete la tradición, sin omitir aspectos modernos que puedan ayudar al crecimiento del Carnaval.
Se conforma principalmente por:
- Presidente: Es el actor principal de la Junta directiva junto con el alcalde, debe ser una persona con capacidad no solo administrativa si no matachinesca, él con su equipo de trabajo debe sacar adelante el Carnaval, su atuendo ceremonial entre otros incluye banda presidencial, gorro alto y prendas de diferentes colores.
- Alcalde: Como su nombre lo indica es otro de los funcionarios de alto rango dentro del Carnaval, es el encargado de la defensa y mantenimiento de la tradición, el ingenio y la autenticidad, como el presidente tiene también su atuendo, bastón de mando, sombrero prominente y prendas de galas de colores alegres.
- Vicepresidente
- Vicealcalde
- Canciller
- El senado
- Secretario Ejecutivo

### Decretos
Son textos versificados de oratoria burlona cuyo origen se halla en los decretos oficiales serios,  parodiados ajustándose al cariz de sátira de la República del Carnaval. Sus temas se circunscriben a los acaeceres y personajes locales, con un sentido de predisposición psicológica a la fiesta, y también de expiación pues se divulgan desde balcones y proscenios los pecadillos y las actitudes ridículas o censurables de la gente del pueblo. Se hace de manera graciosa para que el pueblo abandone la gris cotidianidad riéndose de sí mismo. Los decretos tienen lugar a mediados de los meses de agosto, septiembre, octubre (decreto de los niños) y noviembre.

### El Convite
Dramatización compuesta de oratoria y canto creada colectivamente y representada por la Junta del Carnaval sobre temas locales, nacionales o universales, quince días previos de la celebración. En él se declara el pueblo ya maduro para la fiesta y se lo convida a que se entregue a ella. Es la antesala final del Carnaval. Se realiza en el mes de diciembre.
"La mesa está servida. El banquete ha comenzado los disfraces sueltos van y vienen a lo largo de la calle escogida para el inicio.
La euforia comienza, el himno retumba y la bandera es tremolada con azufrada pasión.  Su Majestad el Diablo del Carnaval está próximo a llegar.
Riosucio es un mar de alegría y en el corazón de cada riosuceño se agita bullicioso el Alegre Despertar del Carnaval."

## Eventos Principales del Carnaval

### Alegre Despertar del Carnaval
Se realiza a las 00:00 horas (12 a. m.) del viernes de carnaval. Se da inicio a la festividad, el presidente y la junta en general declaran que el carnaval ha comenzado. Posteriormente se hace el primer gran desfile que da inicio a seis días de éxtasis, de lúdica, de verdadera pasión Carnaval, el pueblo carnavalero, la república carnavalera, amigos y visitantes se congregan en este contagioso momento para irradiar a Riosucio y al mundo con una de las fiestas más tradicionales, culturales y folclóricas de Colombia.

### Carnaval Infantil
Se realiza el viernes. En él se pretende integrar a las nuevas generaciones en el carnaval, para que la tradición matachinesca perdure al pasar de los tiempos. Se realiza el desfile de Cuadrillas infantiles y posterior a este la presentación de las mismas en los proscenios y casas cuadrilleras.
Durante el día se realizan actividades para los niños en ambas plazas.

### Entrada de Colonias
El regreso al pueblo amado no se puede expresar con palabras, caminar por las calles que nos vieron crecer, encontrarnos con los amigos y vecinos que llevábamos años sin ver, ver los cambios en las personas y el pueblo en general, poder recordar a los que ya no están y conocer a los que han nacido, todo eso nos proporciona nuestro carnaval ese feliz reencuentro con nuestra esencia, con nuestras raíces que nos identifican ante el mundo como un pueblo con una identidad propia que ningún otro pueblo tendrá.
Se realiza el día sábado.

### Entrada del Diablo
Llegada del máximo símbolo de la festividad el Sábado de Carnaval en la noche. Recorre las calles en multitudinario desfile y dialoga luego en una de las plazas principales con matachines selectos, en la pafína satírica cumbre de la celebración. La gran efigie del diablo es ubicada en sitio prominente de la misma plaza.

### Cuadrillas
Comparsa tradicional riosuceña que constituye el centro y objetivo expresivo máximo del Carnaval, y al tiempo la máxima manifestación tradicional de la cultura de Riosucio; su base es el canto con acompañamiento de un conjunto musical propio, y actúa de casa en casa, y en los proscenios.
Su día especial es el domingo de Carnaval.
Hay un promedio de 20 Cuadrillas por edición; poseen una considerable variedad de temas y tipos de disfraz. Gestadas a lo largo de dos años en secreto, cada una de ellas hace una evaluación de la vida, el mundo, o las cosas. Las hay políticas, sociales, religiosas, ecológicas, costumbristas, filosóficas o fantásticas, satíricas o serias. En cada edición hay Cuadrillas distintas; ninguna se repite antes de que la hayan transcurrido veinte años de su aparición, y eso si el concepto popular la ha consagrado como "una gran Cuadrilla".

### Quema del diablo
Epílogo del Carnaval. Se quema una pequeña efigie rellena de Pólvora; la gran efigie es respetada en señal de que en realidad el diablo no muere: sólo su reinado ha terminado y de esta manera se le conjura a que se vaya.

## El Diablo del Carnaval
No es un Diablo religioso, ni tampoco es una fiesta anticristiana.  El Carnaval no toca la religiosidad de los hombres.  Es un estado anímico heredado de la tradición cultural aborigen y de la mezcla de culturas y razas que vivió la parte occidental de lo que hoy se llama Caldas.
El Diablo es un espíritu inspirador de muchas cosas como: la preparación de los oídos para la música y el cuerpo para la danza. Es quien inspira a los escritores y poetas para fabricar los versos y canciones. Es un espíritu bueno de la tradición, custodio simbólico de la fiesta.
El Carnaval de Riosucio es la demostración de la cultura de un pueblo, que se formó con la integración indígena, la negra africana y la blanca europea, cultura muy especial que ha tenido representantes en todos los géneros de la creación artística y espiritual.
El Carnaval de Riosucio tiene lugar cada dos años alrededor del seis de enero y se halla estructurado como un extenso poema dramático escrito de manera colectiva por los “matachines” o carnavaleros de más honda mística y capacidad literaria.

## Literatura Matachinesca

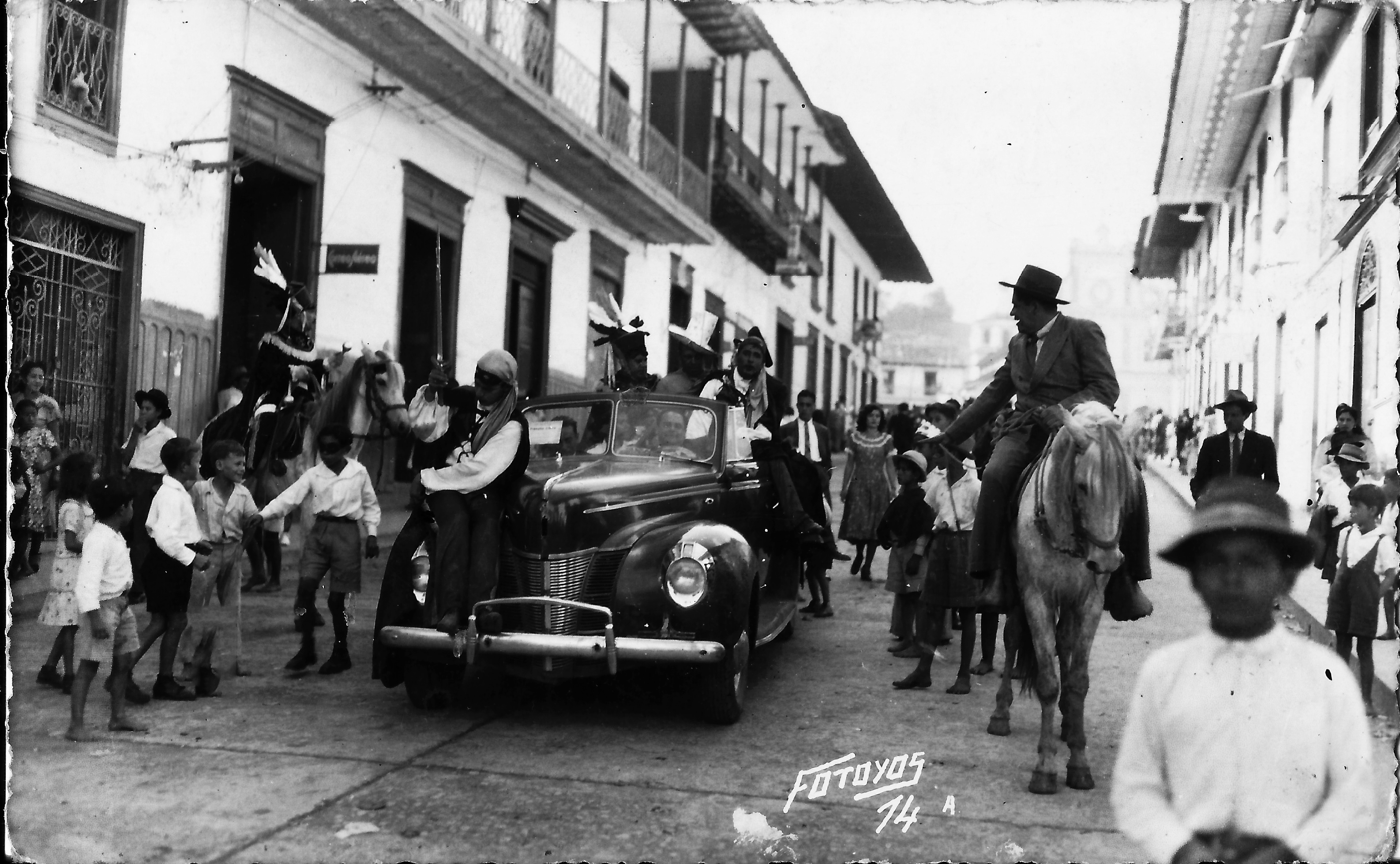

Bajo este nombre, se amparan todas las obras inspiradas al Carnaval y para el Carnaval y sus fundadores, son fundamentalmente los decretos, el convite, el saludo al Diablo, las comparsas y el testimonio del diablo; los temas de ésta literatura son variadisimos, de acuerdo con el aspecto que se quiere resaltar. Sin embargo, el saludo y el testamento guardan una misma ideología, por cuanto se refieren respectivamente a la alegría y las novedades dignas de contarle al rey de la fiesta, y la tristeza seguida de promesas que casi nunca se cumplen: arreglo de calles, cambios sustanciales en los regímenes del gobierno municipal, matrimonios que se efectuaron entre parejas que ya eran novios, cuando el Ingrumá era apenas un barranquito, hacer trabajar a los enemigos sempiternos de la actividad, etc.
El Convite es un cuadro vivo sobre algún aspecto de la problemática municipal, nacional o internacional llevada a escena dentro de la más estricta medida de la tradición propia del género.  Con él se cierra la etapa de preparación a la gran festividad, y corre a cargo de la junta central del Carnaval, como un anticipo a lo que será la culminación del certamen. Su contenido puede ser cantado, declamando, o simplemente leído. En ningún caso aparece la improvisación de papeles a desempeñar.
Los decretos ya son otra cosa, dispuesto a pasar un mal rato, el decretero se sube al proscenio para cantar en rimados versos de arte menor las intimidades y no intimidades del desprevenido ciudadano, pero en un estilo tan sutil y ameno que en lugar de producir enojo causa hilaridad; no obstante, si hubo exceso en la disertación, la víctima del panfletista exterioriza de alguna manera su disgusto, sin alcanzar mayores proporciones, el mérito del decretero está en saber deleitar al oyente sin herir gravemente la susceptibilidad, empleando un lenguaje claro, sencillo dentro de un estilo humorístico, pero sin caer en el ridículo, esa sutileza del decretero podemos advertirla en la siguiente muestra que se remonta a muchos años atrás.